# 김도훈 (1989년 3월)
김도훈(1989년 3월 12일~)은 대한민국의 골프 선수이다.